# المجمع (مدينة البيضاء)

تعديل مصدري - تعديل

حارة المجمع هي إحدى حارات مدينة مدينة البيضاء أحد مدن محافظة البيضاء، بلغ تعداد سكانها 170 نسمة حسب تعداد اليمن لعام 2004.